# Michael Conrad

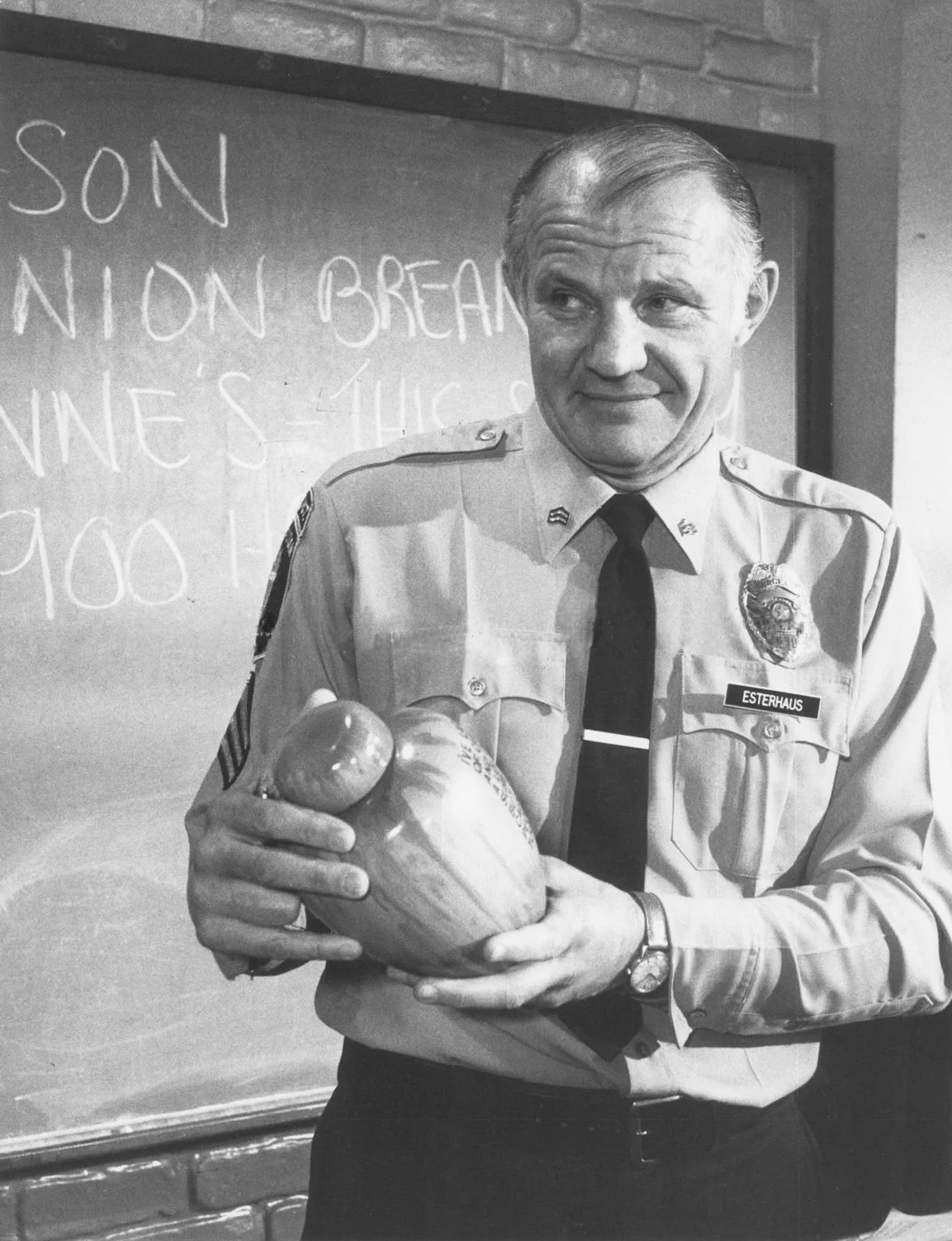
Michael Conrad (1981)

Michael Conrad (* 16. Oktober 1925 in New York City, New York; † 22. November 1983 in Los Angeles, Kalifornien) war ein US-amerikanischer Schauspieler.

## Leben
Conrad begann seine Karriere 1954 mit einer Statistenrolle im Monumentalfilm Die Gladiatoren. Im Anschluss hatte er regelmäßig kleine Rollen in Kinofilmen sowie Gastauftritte in zahlreichen erfolgreichen Fernsehserien der 1950er bis 1980er Jahre. 1965 war er an der Seite von Charlton Heston in Die Normannen kommen zu sehen, drei Jahre später neben Peter Ustinov in der Disney-Filmkomödie Käpt’n Blackbeards Spuk-Kaschemme. 1969 stellte er die Rolle des Rollo in Sydney Pollacks Oscar-prämierten Drama Nur Pferden gibt man den Gnadenschuß dar. Eine größere Nebenrolle hatte er im französisch-italienischen Kriminalfilm Der Chef von Jean-Pierre Melville. Eine seiner prominentesten Filmrollen hatte er neben Burt Reynolds in Die härteste Meile als Headcoach Nate Scarboro; bei der Neuverfilmung 2005 übernahm Reynolds diese Rolle.
Von 1976 bis 1977 war er in der Krimiserie Delvecchio als Vorgesetzter der Titelfigur Sgt. Delvecchio zu sehen. Größere Bekanntheit erlangte er erst spät in seiner Karriere durch die Krimiserie Polizeirevier Hill Street als Sergeant Phil Esterhaus, für die er bei insgesamt vier Nominierungen zwei Emmy-Awards erhielt. Während der Dreharbeiten zur vierten Staffel der Serie verstarb er an einem Krebsleiden. Conrad war in zweiter Ehe verheiratet und hinterließ keine Kinder.

## Filmografie (Auswahl)

### Fernsehen
- 1962, 1963: Preston & Preston (The Defenders)
- 1963: Perry Mason
- 1964: Flipper
- 1964: Rauchende Colts (Gunsmoke)
- 1965: Tausend Meilen Staub (Rawhide)
- 1965: Tennisschläger und Kanonen (I Spy)
- 1966: Bonanza
- 1966: Laredo
- 1968: Ihr Auftritt, Al Mundy (It Takes a Thief)
- 1969: Die Leute von der Shiloh Ranch (The Virginian)
- 1972: Hawaii Fünf-Null (Hawaii Five-0)
- 1972: Kobra, übernehmen Sie (Mission: Impossible)
- 1975: Detektiv Rockford – Anruf genügt (The Rockford Files)
- 1975: Die knallharten Fünf (S.W.A.T.)
- 1976–1977: Delvecchio
- 1977: Unsere kleine Farm (Little House on the Prairie)
- 1978: Die Waltons (The Waltons)
- 1978: Drei Engel für Charlie (Charlie’s Angels; Folge: Mord in Las Vegas)
- 1979: CHiPs
- 1981–1984: Polizeirevier Hill Street (Hill Street Blues)

### Film
- 1954: Die Gladiatoren (Demetrius and the Gladiators)
- 1962: Die Faust im Gesicht (Requiem for a Heavyweight)
- 1965: Die Normannen kommen (The War Lord)
- 1968: Käpt’n Blackbeards Spuk-Kaschemme (Blackbeard’s Ghost)
- 1968: Kugeln sind sein Autogramm (Sol Madrid)
- 1969: Nur Pferden gibt man den Gnadenschuß (They Shoot Horses, Don’t They?)
- 1970: Monte Walsh
- 1972: Der Chef (Un flic)
- 1973: Der Schrei des Todes (Scream Blacula Scream)
- 1974: Die härteste Meile (The Longest Yard)
- 1976: Und morgen wird ein Ding gedreht (Harry and Walter go to New York)
- 1981: Vier Pastorentöchter (Las mujeres de Jeremias)

## Auszeichnungen
- 1981: Emmy für Hill Street Blues
- 1982: Emmy für Hill Street Blues
- 1983: Emmy-Nominierung für Hill Street Blues
- 1984: Emmy-Nominierung für Hill Street Blues